# Chen Ruolin
Chen Ruolin (en chino: 陈若琳; Nantong, 12 de diciembre de 1992) es una deportista china que compitió en saltos de plataforma.
Participó en tres Juegos Olímpicos de Verano, obteniendo en total cinco medallas de oro, dos en Pekín 2008, individual y sincronizado (junto con Wang Xin), dos en Londres 2012, individual y sincronizado (con Wang Hao), y una en Río de Janeiro 2016, en sincronizado (con Liu Huixia).
Ganó diez medallas en el Campeonato Mundial de Natación entre los años 2007 y 2015. En los Juegos Asiáticos consiguió cuatro medallas entre los años 2006 y 2014.

## Palmarés internacional
| Juegos Olímpicos   | Juegos Olímpicos        | Juegos Olímpicos  | Juegos Olímpicos       |
| Año                | Lugar                   | Medalla           | Prueba                 |
| ------------------ | ----------------------- | ----------------- | ---------------------- |
| 2008               | Pekín (China)           | Medalla de oro    | Plataforma 10 m        |
| 2008               | Pekín (China)           | Medalla de oro    | Plataforma 10 m sincro |
| 2012               | Londres (Reino Unido)   | Medalla de oro    | Plataforma 10 m        |
| 2012               | Londres (Reino Unido)   | Medalla de oro    | Plataforma 10 m sincro |
| 2016               | Río de Janeiro (Brasil) | Medalla de oro    | Plataforma 10 m sincro |
| Campeonato Mundial |                         |                   |                        |
| Año                | Lugar                   | Medalla           | Prueba                 |
| 2007               | Melbourne (Australia)   | Medalla de oro    | Plataforma 10 m sincro |
| 2007               | Melbourne (Australia)   | Medalla de plata  | Plataforma 10 m        |
| 2009               | Roma (Italia)           | Medalla de oro    | Plataforma 10 m sincro |
| 2009               | Roma (Italia)           | Medalla de plata  | Plataforma 10 m        |
| 2011               | Shanghái (China)        | Medalla de oro    | Plataforma 10 m        |
| 2011               | Shanghái (China)        | Medalla de oro    | Plataforma 10 m sincro |
| 2013               | Barcelona (España)      | Medalla de oro    | Plataforma 10 m sincro |
| 2013               | Barcelona (España)      | Medalla de plata  | Plataforma 10 m        |
| 2015               | Kazán (Rusia)           | Medalla de oro    | Plataforma 10 m sincro |
| 2015               | Kazán (Rusia)           | Medalla de bronce | Equipo mixto           |
| Juegos Asiáticos   |                         |                   |                        |
| Año                | Lugar                   | Medalla           | Prueba                 |
| 2006               | Doha (Catar)            | Medalla de oro    | Plataforma 10 m sincro |
| 2006               | Doha (Catar)            | Medalla de plata  | Plataforma 10 m        |
| 2010               | Cantón (China)          | Medalla de oro    | Plataforma 10 m sincro |
| 2014               | Incheon (Corea del Sur) | Medalla de oro    | Plataforma 10 m sincro |